# Verlag Philipp von Zabern
Der Verlag Philipp von Zabern ist ein auf wissenschaftliche und populärwissenschaftliche Publikationen auf den Gebieten Archäologie, Geschichte und Kunstgeschichte spezialisiertes Imprint des Verlags Herder.

## Geschichte

### 1802–1945
Druckerei und Verlag 1802–1879
1802 kaufte Theodor von Zabern (1771–1832) die Druckerei Societas typographica von Johann Andreas Crass in Mainz, mit dem zugehörigen Buchlager, und dem Privileg des Präfekturbuchdruckers. Im Jahr darauf erschien der zweite Band der Alten Geschichte von Mainz von Pater Joseph Fuchs als erste archäologische Publikation. Im Jahre 1812 erwarb von Zabern das Zeitungsprivileg zum Verlag und Druck der Mainzer Zeitung von der Mainzer Rochushospitals-Druckerei. Diese bildete die wirtschaftliche Grundlage des Verlags bis 1851.
Nach dessen Tod 1832 übernahm der ältere Sohn Karl Theodor von Zabern (1807–1862) die Druckerei und unterstützte damit in den folgenden Jahrzehnten progressive Ideen in Mainz.
Der jüngere Victor von Zabern (1810–1880) übernahm den Verlag und führte ihn bis 1878.
Druckerei 1879–1945
Von 1879 bis zu seinem Tode 1902 leitete Philipp von Zabern (1849–1902), der Sohn von Karl Theodor, die Druckerei.

### 1945–2014
Ab etwa 1952 gab es einen neuen Verlag Philipp von Zabern, der bis heute besteht.
Die Spezialisierung auf Themen der Archäologie und antiken Kulturen erfolgte nach dem Zweiten Weltkrieg. Von 1960 bis 2001 leitete Franz Rutzen als Inhaber den Verlag; in dieser Zeit gelang der größte Erfolg: Der Katalog zur Ausstellung Tutanchamun unter anderem in Berlin, Hamburg und München in den Jahren 1980/81 verkaufte sich über 1,5 Millionen Mal.
1993 verkaufte Rutzen den Zabern-Verlag an den Axel-Springer-Verlag. 2003 löste Springer seine Buchsparte auf und verkaufte von Zabern an die Valiva AG, eine Holding in Zürich. Ab 2005 gehörte der Zabern-Verlag zur WBG in Darmstadt, wo er zunächst als eigenständige GmbH weitergeführt wurde. Ab 2002 war Annette Nünnerich-Asmus Geschäftsführerin; am 1. Juli 2010 folgte ihr Jürgen Kron, der ehemalige Leiter des Societäts-Verlags.
Um Kosten zu sparen, verließ der Verlag Ende 2010 seinen Stammsitz Mainz und zog nach Darmstadt um, in das Verlagsgebäude seiner Muttergesellschaft WBG.

### WBG-Imprint seit 2014
Am 1. Januar 2014 verlor Philipp von Zabern seinen Status als Verlag und war seither, wie sein Schwesterverlag Theiss bereits seit 1. Juli 2013, ein Imprint der WBG. Nach deren Insolvenz wurde das Imprint zum 2. Januar 2024 vom Verlag Herder übernommen.

## Themen
Bekannt ist der Verlag für seine reich bebilderten Bücher mit meist archäologischem Inhalt. Am bekanntesten sind neben den erwähnten Ausstellungskatalogen die Zeitschrift Antike Welt, die Zaberns Bildbände zur Archäologie, die mittlerweile abgeschlossene Reihe Kulturgeschichte der Antiken Welt und die populärwissenschaftlichen Reihen Die Berühmten und Der archäologische Führer.
Viele wissenschaftliche Reihen erscheinen im Zabern-Verlag, darunter mehrere Reihen des Deutschen Archäologischen Instituts (Bericht der Römisch-Germanischen Kommission, Germania, Eurasia Antiqua). Ebenso erscheinen im Verlag einige Bände des Corpus Vasorum Antiquorum, die Studia Troica, die Bonner Jahrbücher, das Jahrbuch des Kunsthistorischen Museums Wien, die Mainzer Zeitschrift und viele mehr.
Zaberns Archäologischer Kalender erscheint seit Ende der 1950er Jahre in ununterbrochener Folge mit hochwertigen Fotografien archäologischer Fundstücke. Immer wieder veröffentlicht Zabern auch Kinder- und Jugendbücher, die thematisch im Bereich des klassischen Altertums angesiedelt sind. Seit Sommer 2007 gibt der Zabern-Verlag eine eigene Belletristik-Reihe von historischen Romanen heraus.

## Autoren mit Erstveröffentlichungen im Verlag (Auswahl)
| - Bernard Andreae - Frank Stefan Becker - Stephan Blum - John Boardman - Klaus Bartels - Angelika Dierichs - Stephan Elbern - Mamoun Fansa | - Martin Flashar - Robert Gordian - Günter Grimm - Hildegard Hammerschmidt-Hummel - Cornelius Hartz - Zahi Hawass - Sybille Haynes - Michael Höveler-Müller | - Marcus Junkelmann - Bernhard Kytzler - Götz Lahusen - Christian R. Lange - Wolfram Letzner - Hermann Müller-Karpe - Rainer Nickel - Astrid Nunn | - Michael Pfrommer - Maria R.-Alföldi - Andrea Rottloff - Günter Ruch - Beate Schaefer - Helmut Schareika - Karl-Wilhelm Weeber - Michael Zahrnt |